# 格爾湖
格爾湖（英語：Gull Lake, South Georgia），是南極洲的湖泊，位於南喬治亞群島，直徑0.3公里，處於愛德華七世灣西南岸附近，在1954年由英國南極名稱諮詢委員會命名，由英國海外領土管轄。